# Damir Škaro
Damir Škaro (Zagabria, 2 novembre 1959) è un ex pugile croato, fino al 1992 jugoslavo.

## Palmarès

### Olimpiadi
- 1 medaglia:
  - 1 bronzo (Seul 1988 nei pesi mediomassimi)